# ТЕС Рокхія
23°37′36″ пн. ш. 91°11′44″ сх. д. / 23.62667° пн. ш. 91.19556° сх. д.
ТЕС Рокхія – електростанція на північному сході Індії у штаті Тріпура. 
В 1990-му, 1995-му та 1997-му на майданчику станції ввели в дію шість газових турбін (по дві у кожному із зазначених років) потужністю по 8 МВт. Всі вони працюють у відкритому циклі, так само як і три газові турбіни потужністю по 21 МВт, що стали до ладу в 2002, 2006 та 2013 роках. 
ТЕС спорудили з розрахунку на використання природного газу родовища Рокхія (Манік’янагар), установка підготовки газу якого знаходиться лише за сотню метрів. В 1998-му до Рокхія також вивели перемичку від системи Agartala Regional Gas Network.
Оскільки в 2006-му перші дві турбіни були виведені з експлуатації, потужність станції станом на початок 2020-х становить 95 МВт. При цьому на сайті власника зазначається, що турбіни з номерами 3, 4, 5 та 6 не працюють через відсутність запасних частин та достатнього ресурсу газу.